# Z Большого Пса
Z Большого Пса (лат. Z Canis Majoris, Z CMa) — звезда спектрального класса B в созвездии Большого Пса. Обладает средним значением видимой звёздной величины приблизительно 9,85, хотя во время вспышек может увеличивать блеск на 1-2 звёздные величины, как в 1987, 2000, 2004 и 2008 годах.

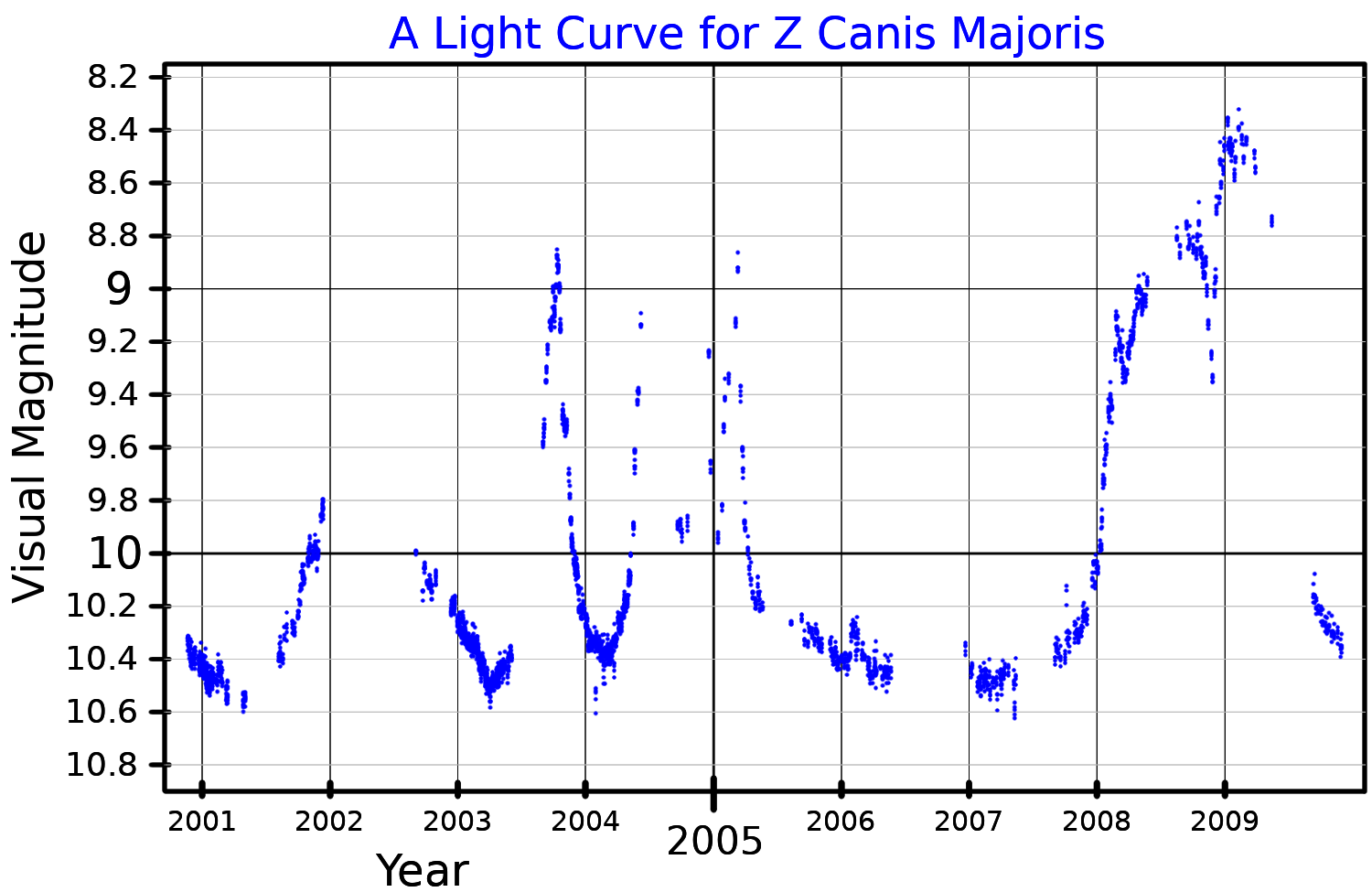
Кривая блеска Z Большого Пса в видимом диапазоне, построена по данным ASAS

Объект представляет сложную двойную систему возрастом всего 300 тысяч лет, два компонента в которой разделены расстоянием около 100 а. е. или 0,1" при наблюдении с Земли. Юго-восточный компонент представляет собой фуор (тип звезды до главной последовательности на стадии быстрой аккреции вещества, создающего аккреционный диск, вносящий наибольший вклад в оптическое излучение звезды), в 1300 раз превосходящий Солнце по светимости, массой 3 массы Солнца и радиусом 13 радиусов Солнца; температура поверхности составляет 10 000 K. Северо-западный компонент является звездой Ae/Be Хербига с массой 12 масс Солнца и диаметром 1690 диаметров Солнца, по светимости звезда превосходит Солнце в 2400 раз, хотя точно свойства звезды не известны. Звезда окружена неправильной почти сферической пылевой оболочкой с внутренним диаметром 20 а. е. и внешним диаметром 50 а. е. Оболочка имеет отверстие, через которое энергия высвечивается в форме узкого выброса. Обе звезды окружены протяжённой оболочкой из падающего на них вещества, которое осталось из первоначального газопылевого облака. Обе звезды излучают джеты, при этом джет звезды Хербига в длину достигает приблизительно 11,7 световых лет (3,6 пк), данные о джетах во многом получены по поляризационным наблюдениям.
Непонятно, является ли наиболее сильное увеличение блеска звезды в 2008 году следствием увеличения светимости звезды Ae/Be Хербига или появления отверстия в оболочке. В 2015 году японские астрономы Хироюки Маехара и Нобухару Укита сообщили о новой вспышке Z CMa: в январе 2015 года звезда достигла величины 9,6 в полосе V и 8,2 в полосе Ic.
Z CMa принадлежит звёздной ассоциации CMa OB1.